# Alexandre Girardet

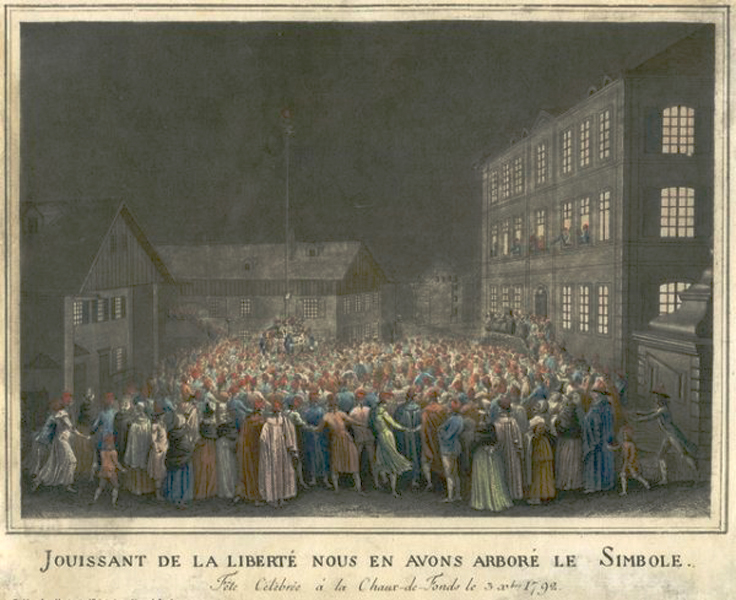
‘‘In Freiheit genießen wir das Symbol‘‘

Alexandre Girardet (* 22. Mai 1767 in Le Locle; † 15. Juni 1836 in Neuchâtel) war ein Schweizer Radierer, Zeichner und Aquarellist.

## Leben
Alexandre Girardet wurde als Sohn des Buchhändlers und Verlegers Samuel Girardet (1730–1807) und der Marie-Anne Bourquin geboren. Er war der Bruder von Abraham Girardet, Abraham Louis Girardet und Charles  Girardet. Er heiratete Catherine Guian oder Guion.
Alexandre Girardet zog nach 1783 zu seinem Bruder Abraham nach Paris und wurde unter dessen Leitung tätig. Er signierte seine Radierungen mit A.-G. le jeune, um sie von den Werken seines Bruders zu unterscheiden. Er malte auch Bilder in Öl und Aquarell. Er illustrierte u. a. das Bilderbuch La Suisse Romande.
1792 kehrte er mit Abraham in die Schweiz nach Neuchâtel zurück und wurde dort 1794, als sein Bruder wieder nach Paris ging, dessen Nachfolger als Zeichenlehrer. Aufgrund einer Geisteskrankheit musste er auf die pädagogische Tätigkeit 1801 verzichten. Allmählich gab er auch die Kunst auf. Seine Werke behalten dank ihrer Detailtreue und der Präzision der Wiedergabe ihre Bedeutung als Dokumente ihrer Epoche.